# Борисоглебский 236-й пехотный полк
236-й пехотный Борисоглебский полк — пехотная воинская часть Русской императорской армии второй очереди. Сформирован для участия в Первой мировой войне.

## История

### 1914
Сформирован и укомплектован в период июля — августа 1914 года в Тамбове во время объявления всеобщей мобилизации, из кадра, выделенного из 28-го Полоцкого полка.
8 сентября полк выступил из крепости Гродно, получив задачу охранять течение реки Неман и не допустить во чтобы это не стало переправы на участке реки. Наибольшая тяжесть боя за 4 дня немецкой бомбардировки легла на Борисоглебский полк, за это время было убито 13 нижних чинов, ранено 54, из которых 13 легко раненых остались в строю. Лошадей убитых 3, ранено 2.
Согласно приказанию в 12 час. 15 мин. дня 31 декабря полк после обеда перешёл в д. Камионка, куда прибыл в 7 час. вечера.

### 1915
1 января в 12 час. дня полк перешёл в деревню Червона-Нива, оттуда с наступлением ночи с 3-5 утра он отправился на смену 64 Казанского полка. 2 января прошло под арт. стрельбой. 3 января прошло также, с 9 часов утра до 5 час. вечера арт. обстрел принял характер бешенной кононады с обоих сторон. За этот день выбыло 38 нижних чинов и 3 офицера. 4 января прошло сравнительно тихо. Вечером этого дня было приказано из штаба 6 сибирской дивизии, что полк будет сменён и отправлен на соединение со своей первой бригадой в Жирардув. 5 число прошло в арт. стрельбе. Полк был отведен в Червону-Ниву и отсюда в 11 часов утра вышел по направлению в Жирардув.
С 11 числа начались занятия: которые производились в разных местах в районе Посада Жирардува. 15 января в 9:30 утра полк вышел из Жирирдува и пришёл на место в 12 ч.  .16 числа полк вошёл в состав 2 Сибирского корпуса, до этого полк был в резерве главнокомандующего. 19 января в 12 ч. ночи был получен приказ выступить из д. Радзеевицы в район Сокуле, Томашев, Лубно.
Во время январской операции 1915 г. у Воли Шидловской 20 января сначала был востребован 235 Белебеевский полк, а потом 236 в район ф. Рожанов, где должен был занять тыловые позиции. Но подойдя к д. Червона Нива было приказано в 5 ч. 30 мин. идти на д. Гумин на поддержку 97 полка. Подойдя к Гумину полк в ночь с 20 на 21 января атаковал немцев и вернул окопы занятые ими. Согласно приказу полк "оседлав" шоссе, не доходя Гумина, и приняв боевой порядок, двинулся вперёд: атака была удачна, немцы после полком некоторых опорных пунктов перешли в контратаку, которая была отбита. 23 января полк был оттянут в Червону Ниву, а 25 вступил в резерв позиции "Гуминский орех", где простоял до 1 февраля.
1 февраля после смены с Гуминской позиции полк был отведён в резерв и расположен в д. Червона Нива. 2 февраля в полк прибыло 984 человека на его укомплектование.

### 1918
С декабря 1917 по март 1918 года полк был демобилизован и расформирован.

## Командиры полка
- полковник Дедюлин Михаил Владимирович (16.08.1914 — 29.03.1915)[3]
- полковник Квицинский Борис Иосифович (29.03.1915 — 02.02.1916)
- полковник Станкевич Сигизмунд Сигизмундович (21.02.1916 —1918)